# Miguel Lopes
Hugo Miguel Almeida Costa Lopes (wym. [miˈgɛɫ ˈlɔp(ɨ)ʃ]; ur. 19 grudnia 1986 w Lizbonie) – portugalski piłkarz występujący na pozycji obrońcy w portugalskim klubie Estrela Amadora. Były reprezentant Portugalii.

## Kariera Klubowa
Seniorską karierę zaczynał w zespole B Benfiki Lizbona, wcześniej grał m.in. w zespołąch juniorskich tego klubu. Następnie występował w drużynach z niższych lig portugalskich Operário i Rio Ave. Od 2009 roku jest zawodnikiem FC Porto, jednak w sezonie 2010/11 był wypożyczony do Realu Betis, a od zimy 2012 na tych samych zasadach był piłkarzem Bragi.

## Kariera Reprezentacja
W maju 2012 został powołany do 23 osobowej kadry na Mistrzostwa Europy w Piłce Nożnej 2012 przez selekcjonera Paulo Bento, mimo iż wcześniej nie zadebiutował w dorosłej reprezentacji Portugalii i występował jedynie w zespole młodzieżowym.